# Ulrich Cyran
Ulrich Cyran (* 1956 in Erwitte, Nordrhein-Westfalen) ist ein deutscher Schauspieler und Dozent.

## Leben
Ulrich Cyran absolvierte seine Ausbildung zum Schauspieler in der Zeit von 1980 bis 1983 an der Hochschule für Musik und Darstellende Kunst in Hamburg.  Daran anschließend hatte er Engagements in Krefeld, Neuss, am Hamburger Schauspielhaus, am Staatstheater Wiesbaden, am Hebbel-Theater und den Sophiensaelen in Berlin, der Internationalen Kulturfabrik Kampnagel in Hamburg und am Mousonturm Frankfurt. Ebenso ist er als Regisseur am Deutschen Stadttheater und in der Freien Szene tätig. Cyran arbeitet auch als Autor und seit 1999 als Dozent für Rolle und Grundlagen an der Hochschule für Musik und Darstellende Kunst Frankfurt am Main. Seit 2007 inszeniert er regelmäßig an der Helene-Lange-Schule in Wiesbaden sowie an der Alexej von Jawlensky Schule in Wiesbaden. Seit 2011 ist er ebenfalls Dozent an der Hochschule für Gestaltung Offenbach am Main im Fach Regie, Schwerpunkt: Arbeit mit Schauspielern vor der Kamera.
Selbst arbeitet Cyran auch als Film- und Fernsehschauspieler. Bekannt wurde er auch durch seine Rolle als Schuldirektor Herr Altrichter in der Serie Das Haus Anubis, in der er von September 2009 bis Mai 2012 dabei war. Als Schauspieler war Cyran in einigen Folgen der Fernseh-Krimireihe Tatort zu sehen. Er hat unter anderem in Filmen wie Tod in Istanbul und die Tote vom Deich von Matti Geschonneck und Herzversagen von Thomas Freudner mitgespielt.

## Werk (Auswahl)

### Theater, Darsteller (Auswahl)
- 1986: Die Legende vom Glück ohne Ende (Ulrich Plenzdorf), Rheinisches Landestheater Neuss, Regie: Jutta Wachsmann
- 1989: Minna von Barnhelm (Gotthold Ephraim Lessing), Rheinisches Landestheater Neuss, Regie: Wolf Widder
- 1991: Abel und Bela (Robert Pinget), Thalia Theater Hamburg, Regie: M. Kaller
- 1991: Bent – Rosa Winkel (Martin Sherman), Theater in der Basilika, Hamburg, Regie: Fritz Briesemeister
- 1992: Heinrich der Vierte (Pirandello), Hamburger Schauspielhaus, Regie: Augusto Fernandes
- 1992: Unter dem Milchwald (Dylan Thomas), Hamburger Schauspielhaus, Regie: Michael Bogdanov
- 1993: Unterbrechen Sie mich nicht, ich schweige! (Kasakow), Mousonturm Frankfurt und Kampnagel Hamburg, Regie: Birgitta Linde
- 1995: Scope-Second Hand (Jan Pusch), Kampnagel Hamburg, Regie: Jan Pusch
- 1998: Fragen der Einstellung (Vinaver), bat Studiotheater Berlin, Regie: Anja Dirks
- 1998: Bis Denver (Oliver Bukowski), Altonaer Theater, Regie: Henning Bock
- 1999: Solo Für Tausend Schauspieler (Pusch/Cyran), Kampnagel Hamburg, Regie: Jan Pusch
- 2000: Die Möwe (Tschechow), Staatstheater Wiesbaden, Regie: D. Karasek
- 2002: Kopenhagen (Michael Frayn), Staatstheater Wiesbaden, Regie: Ulrike Maak
- 2003: Kabale und Liebe (Friedrich Schiller), Staatstheater Wiesbaden, Regie: Valentin Jeker
- 2004: Onkel Wanja (Anton Pawlowitsch Tschechow), Zeisehallen Hamburg, Regie: Nina Pichler
- 2004: Planet Porno 7 (P. Wengenroth), Hebbel am Ufer, Berlin, Regie: P. Wengenroth
- 2004: Anrufung des Herrn (M. Heckmanns), Sophiensaele Berlin, Regie: P. Wengenroth
- 2004: Spiel’s noch mal Sam (Woody Allen),  Staatstheater Wiesbaden, Regie: C. von Erffa
- 2008: Kabale und Liebe (Schiller), Burgfestspiele Bad Vilbel, Regie: H. Demmer
- 2009: Männergesellschaft (Edward Bond), Staatstheater Darmstadt, Regie: Sibylle Broll-Pape
- 2010: Geheimnis der Ewigen Jugend, Künstlerhaus 43
- 2011: Shakespeares sämtliche Werke (Jon), Künstlerhaus 43, Regie: Stefan Bieker
- 2012/2013: Antigone (Sophokles), Staatstheater Darmstadt, Regie: Sahar Amini

### Fernsehen und Filme, Darsteller
- 1994: Tatort: Lauf eines Todes, Regie: Wolfgang Storch, ARD
- 1996: Woanders scheint nachts die Sonne, Regie: Rolf Schübel, ARTE
- 1997: Schweinesand, Regie: Steffi Grau, ARD
- 1997: Gesches Gift, Regie: Walburg von Waldenfels, ZDF
- 1997: Stubbe – Von Fall zu Fall – Stubbe und die Killer, Regie: Christa Mühl, ZDF
- 1998: Fischen, Regie: Sebastian Grobler, Filmakademie Baden-Württemberg
- 2000: Stahlnetz – Die Zeugin, Regie: Thomas Bohn, NDR
- 2000: Altweibersommer, Regie: Martina Elbert, ARD/BR
- 2002: Nach so vielen Jahren, Regie: Marek Gierszał, HR
- 2002: Claras Schatz, Regie: Hans Erich Viet, ZDF
- 2002: Erst träumst Du, dann stirbst Du, Rolle: Dr. Köbel, Regie: Matti Geschoneck, ZDF
- 2002: Ein Fall für Zwei – Was zu beweisen war, Regie: Michael Werlin, ZDF
- 2003: Liebe Schwester
- 2004: Tatort: Herzversagen, Regie: Thomas Freudner, ARD
- 2005: Die Tote vom Deich, Regie: Matti Geschoneck, ZDF
- 2005: Das unreine Mal, Regie: Thomas Freudner, ARD
- 2006: Es gibt kein Morgen mehr, Regie: Matti Geschoneck, ZDF
- 2007: Duell in der Nacht, Regie: Matti Geschoneck, ZDF
- 2007: Zeit zu leben
- 2009: Tod in Istanbul, Regie: Matti Geschonnek, ZDF
- 2009: Alarm für Cobra 11, Regie: Axel Sand, RTL
- 2010: Zimmer mit Tante, Regie: Thomas Kronthaler, ARD
- 2010: Tatort: Blutgeld, Regie: Martin Eigler, SWR
- 2010: Vom Ende der Liebe, Regie: Till Endemann, ARD
- 2010: Countdown, Regie: Christian Theede, RTL
- 2010: Ein ruhiges Leben – Die Mafia vergisst nicht
- 2009–2012: Das Haus Anubis, Regie: Jorkos Damen
- 2011: Tatort: Tödliche Häppchen, Regie: Josh Broecker, ARD
- 2012: Morden im Norden, Regie: John Delbridge, ARD
- 2012: Alles was zählt, Regie: Felix Stienz, RTL
- 2012: Der Märchenkönig, Filmakademie Baden-Württemberg, Regie: Vasko Scholz
- 2013: Der Staatsanwalt, Regie: Martin Kinkel, ZDF
- 2014: The Scrapbox, Regie: Daniel Herzog, Lichter Filmfest
- 2015: Tatort: Der Inder
- 2016: Hotel Heidelberg – Kramer gegen Kramer
- 2021: Unbroken, ZDFneo
- 2022: Tatort: Der Mörder in mir
- 2022: Tatort: Leben Tod Ekstase (Fernsehreihe)

### Bühne & Film, Regie
- 1990: Wasser im Eimer (Grips-Theater), Rheinisches Landestheater Neuss
- 1991: Oliver Twist (Charles Dickens), Rheinisches Landestheater Neuss
- 1992: Der Architekt und der Kaiser von Assyrien (Fernando Arrabal), Rheinisches Landestheater Neuss
- 2005: Kleine Eheverbrechen (E. I. Schmitt), Badische Landesbühne Bruchsal
- 2006: Und ewig rauschen die Gelder (Cooney), Badische Landesbühne Bruchsal
- 2007: Glückliche Tage (Samuel Beckett), Badische Landesbühne Bruchsal
- 2007: First Life – Game Show 2007 (U. Cyran), Theaterwerkstatt der Helene-Lange-Schule Wiesbaden
- 2008: Medea (Euripides), Badische Landesbühne Bruchsal
- 2008: Romeo und Julia (Shakespeare), Theaterwerkstatt der Helene-Lange-Schule Wiesbaden
- 2009: Mimikry (U. Cyran), Theaterwerkstatt Helene-Lange-Schule Wiesbaden
- 2010: Dramaprojekt, German European School in Singapore
- 2010: Casanova, Grand Hotel Schwarzer Bock Wiesbaden
- 2010: Auktion Mensch (U. Cyran), Theaterwerkstatt Helene-Lange-Schule Wiesbaden
- 2011: Der Revisor (Gogol), Theaterwerkstatt Helene-Lange-Schule Wiesbaden
- 2011: Der Selbstmörder (N. Erdmann), Helene-Lange-Schule Wiesbaden
- 2013: Sommernachtstraum (Shakespeare), Jawlensky Schule Wiesbaden

### Autor, Filme & Theater
- 1998: Solo für 1000 Schauspieler (Theaterstück), Jan Pusch/Ulrich Cyran
- 2007: First Life – Game Show 2007 (Theaterstück)
- 2007: Leichenschmaus und schwarze Katzen (Theaterstück nach E. A. Poe)
- 2008: Unschuldig verurteilt – Das Polizeirevier (Theaterstück)
- 2009: Mimikry (Theaterstück)
- 2010: Casanova (Theaterstück)
- 2010: Auktion Mensch (Theaterstück)
- 2011: Geheimnis der ewigen Jugend (Theaterstück)

### Lesungen & Sprechrollen
- 1990: Lenz (Georg Büchner), RLT Neuss, Szenische Lesung, Regie: N. Bauer
- 1993: Ulysses Cruz – Ein verrückter Optimist (ein Film von Klaus Doldinger)
- 1993: Internationales Sommertheaterfestival auf Kampnagel (Dokumentation), NDR
- 1994: Angriff auf die Bilder – Paul Virilio im Kampf um die Wahrnehmung (ein Film von Jochen Köhler und Hans Christoph Koch)
- 1996: Universal Techno – Der Sound der aus der Maschine kommt (Film von Dominik Deluze), Arte
- 1996: Die Wellen (Virginia Woolf), Literaturhaus Hamburg, Regie: Ursula Keller
- 1997: Wege zum Glück (John Berger), Lesung mit John Berger, Kampnagel Hamburg, Mousonturm Frankfurt
- 1997: Legal Fiction (Jan Pusch), eine Lesung für vier Extrovertisten, Kampnagel, Regie: Jan Pusch
- 2000: Ein Esslöffel Leben – Briefe von Anton Tschechow und Olga Knipper, Regie: Nicola Bramkamp
- 2004: Reichtum (Arthur Schnitzler), Literaturhaus Wiesbaden
- 2005: Der Mensch erscheint im Holozän (Max Frisch), Literaturhaus Wiesbaden
- 2009: Bernsteinland – Ein Todesmarsch in Ostpreußen (Dokumentarfilm von Julia Bourgett)
- 2009: König von Preußen (Voltaire), szenische Lesung
- 2009: Impro Power (Frederik Malsy), Hörbuch, Regie: M. Sommer[3]
- 2011/2012: Die Karawane (Wilhelm Hauff), Lesung, Künstlerhaus 43